# Duck (Carolina do Norte)
Southern Duck é um aldeia incorporada localizada no condado de Dare no estado estadounidense da Carolina do Norte.

## Geografia
Duck encontra-se localizado nas coordenadas 36° 09′ 48″ N, 75° 45′ 09″ O.